# 共産党・労働者党イニシアティブ
共産党・労働者党イニシアティブ（きょうさんとう・ろうどうしゃとうイニシアティブ、英語: Initiative of Communist and Workers' Parties、INITIATIVE）は、ヨーロッパのマルクス・レーニン主義政党によって組織されていた政党連合である。ギリシャ共産党を中心として結成され、解散時点で30の政党が参加していた。
ヨーロッパにおいて、共産主義政党が参加する政党連合としては欧州政党としての登録がなされており、主にユーロコミュニズム系の党が参加する欧州左翼党が存在するが、共産党・労働者党イニシアティブは欧州左翼党を「公然と帝国主義を支持する勢力」が参加し、社会民主主義的であると批判し、現に創設宣言では欧州左翼党に正式に加盟している党が創設メンバーとなっていないことが確認されている。
共産党・労働者党イニシアティブ自身は国際政党組織との直接の関係はないが、参加政党の多くが共産党・労働者党国際会議（IMCWP）のメンバーとなっていた。
しかし、2022年ロシアのウクライナ侵攻に対する参加政党間の「思想的・政治的相違」に伴い、2023年9月9日に活動を終了した。
その後、2023年11月18日に、ロシアや中国を帝国主義とみなすギリシャ共産党などの党は、新たな政党連合として欧州共産主義行動を結成している。

## 参加政党
| 国・地域     | 党名                                     |
| ------------ | ---------------------------------------- |
| オーストリア | オーストリア労働党                       |
| ベラルーシ   | ベラルーシ労働者共産党                   |
| ブルガリア   | ブルガリア共産主義者党                   |
| ブルガリア   | ブルガリア共産主義者連合                 |
| クロアチア   | クロアチア社会主義労働者党               |
| デンマーク   | デンマーク共産党                         |
| フィンランド | 共産主義労働者党・平和と社会主義のために |
| フランス     | フランス共産主義革命党                   |
| フランス     | フランス共産主義復興の極                 |
| ジョージア   | ジョージア統一共産党                     |
| イギリス     | イギリス新共産党                         |
| ギリシャ     | ギリシャ共産党                           |
| ハンガリー   | ハンガリー労働者党                       |
| アイルランド | 労働者党                                 |
| イタリア     | 共産党                                   |
| ラトビア     | ラトビア社会党                           |
| リトアニア   | 社会主義人民戦線                         |
| 北マケドニア | マケドニア共産党                         |
| マルタ       | マルタ共産党                             |
| モルドバ     | 人民レジスタンス                         |
| ノルウェー   | ノルウェー共産党                         |
| ポーランド   | ポーランド共産党                         |
| ロシア       | ソビエト連邦共産党                       |
| ロシア       | ソ連共産党・ロシア共産主義労働者党       |
| セルビア     | ユーゴスラビア新共産党                   |
| スロバキア   | スロバキア共産党                         |
| スペイン     | スペイン労働者共産党                     |
| スウェーデン | スウェーデン共産党                       |
| トルコ       | トルコ共産党                             |
| ウクライナ   | ウクライナ共産主義者連合                 |